# 孙思庭
孙思庭（？—？），直隶人，是一名清朝政治人物。
孙思庭曾于1776年接替成汝舟任南汇县知县一职，1178年由成汝舟接任。